# Stacherlsiedlung
Stacherlsiedlung ist eine Ortslage bei St. Georgen an der Gusen im unteren Mühlviertel in Oberösterreich, gehört aber als Ortschaft zur Gemeinde Langenstein, Bezirk Perg.

## Geographie
Die  Stacherlsiedlung befindet sich gut 13 Kilometer südöstlich des Stadtzentrums von Linz, 14 Kilometer westlich von Perg, am Ostrand von St. Georgen. Sie liegt am Taleingang der Gusen am Fuß des Frankenbergs auf um die 300 m ü. A. Höhe, etwa 2½ km nördlich der Donau.
Die Ortschaft Stacherlsiedlung umfasst etwa 60 Gebäude mit etwa 230 Einwohnern. Die Siedlung ist mit den St. Georgener Ortslagen rechts der Gusen (Untere Breiten, Steinsiedlung, Gewerbegebiet) weitgehend verwachsen, liegt aber jenseits der Langberger Gemeindegrenze. Unterhalb führt die L569 Pleschinger Straße vorbei, die alte Hauderer-Straße entlang des Donauufers.  
| St. Georgen an der Gusen (O, Gem. St. Georgen a.d.G.)    |                                             | Kirchberg       |
| Bahnhofsiedlung ∗ (O Abwinden, Gem. Luftenberg a. d. D.) | Kompassrose, die auf Nachbargemeinden zeigt | Frankenberg (O) |
| Kwk. Abwinden-Asten (Gem. Luftenberg a. d. D.)           |                                             | Gusen (O)       |

∗ jenseits der Gusen, dazwischen noch St. Georgener Gewerbegebiet

## Geschichte
| Bld. Oberösterreich (Rep. Österr.) |      |
| 2001                               | 2011 |
| 214                                | 230  |
| 61                                 |      |

Namengebend ist das alte Stacherlgut (Höhenstr. 23), sonst befanden sich im 19. Jahrhundert hier nur das danebenliegende Mayrgut (Höhenstr. 23), und an der Straße Schneiderhäusl (Höhenstr. 9) und Koglhäusl (Koglberg 1).
Die Stacherlsiedlung entstand erst im Laufe des späteren 20. Jahrhunderts und wird erst seit den 1990ern als eigene Ortschaft der Gemeinde geführt.